# Museumsværft Flensborg
Museumsværft Flensborg (ty: Museumswerft Flensburg) er grundlagt i 1996 og bygger og restaurerer sejl- og arbejdsbåde, således som de kunne ses i østersøområdet  for 100-200 år siden. På museet vises hverdagen på et værft, og der tilbydes kurser i anvendelsen af gamle værktøjer. Unge mennesker har mulighed for som projekt at bygge deres eget skib på museet.